# Marco Armani
Marco Armani, pseudonimo di Marco Antonio Armenise (Bari, 14 giugno 1961), è un cantautore e arrangiatore italiano.

## Biografia
Marco Armenise nasce nel quartiere San Marcello di Bari e frequenta il locale conservatorio Niccolò Piccinni diretto da Nino Rota.
A 14 anni forma il suo primo gruppo musicale chiamato "I Parsifal".
Inizia la carriera nel 1982 a Domenica in con il brano Domani e nel 1983 è al Festival di Sanremo con È la vita (scritta con suo fratello Paolo), classificandosi al 10º posto. L'anno dopo è 2º nel girone Nuove Proposte a Sanremo con Solo con l'anima mia di Luca Carboni e Ron.
Nel 1985, sempre a Sanremo con Tu dimmi un cuore ce l'hai, ottiene un 11º posto, sarà il brano di spicco della sua carriera.
Segue nel 1986 Uno sull'altro, scritta ancora insieme al fratello Paolo, che si piazza all'11º posto. 
Nel 1991 è uscito l'album Posso pensare a te?, con brani scritti interamente da lui stesso e arrangiati insieme a Massimo Idà. Tra i dieci pezzi dell'album spicca il singolo Le notti di Casanova, canzone caratterizzata da un'atmosfera gioiosa e un testo argutamente ironico che segna una svolta rispetto ai successi degli anni ottanta. La partecipazione al Cantagiro è dello stesso anno.
Nel 1994 prende parte per la quinta volta al Festival di Sanremo, presentando Esser duri, da lui scritto interamente sul piano della composizione musicale, mentre il testo è composto con la collaborazione artistica di Luca Carboni, brano che si classifica al 9º posto. Nello stesso anno Armani ha partecipato a Viva Napoli interpretando 'O surdato 'nnammurato (Aniello Califano - Enrico Cannio).
Del 1997 l'album 13 con i testi di Pasquale Panella.
Nel 2001 partecipa alla trasmissione La notte vola, gara musicale tra i brani più famosi degli anni ottanta, nella quale presenta il suo successo del 1985 Tu dimmi un cuore ce l'hai e arriva in semifinale.
Nel 2004 ha partecipato alla prima edizione del reality show Music Farm. Alla fine del 2005 ha pubblicato il singolo Nessuna ragione, in duetto con Lighea.
Nel 2007, Armani ha pubblicato l'album Parlami d'amore, in cui ha reinterpretato 10 brani di Cesare Andrea Bixio, classici della canzone italiana che vanno da Parlami d'amore Mariù a Mamma. Insegna canto in una nota scuola di Roma.
Dal 7 giugno 2015 canta tutte le sigle finali della trasmissione Techetechete' in onda su Rai 1, techetechizzando vari brani presi dall'Hit Parade di 60 anni di canzoni e sostituendo tutte le parole del testo con un unico vocabolo, cioè il nome della trasmissione.
Nel 2018 è concorrente del programma Ora o mai più, trasmesso su Rai 1 con la conduzione di Amadeus.
In ottobre 2018 pubblica un nuovo cd dal titolo "Con le mie parole" , con brani inediti e alcuni dei suoi successi principali, duettando con Ron, Luca Carboni e Red Canzian.

## Discografia

### Album in studio
- 1985 - Le cose che vanno lontano (Cinevox, SC 33/52)
- 1987 - Molti volti (Cinevox, SC 3357)
- 1991 - Posso pensare a te? (Fonit Cetra, LPX 276)
- 1994 - Esser duri (Bubble Record, TCD – BLU 1845)
- 1997 - 13 (BMG Ricordi, PPM - BMG RICORDI 74321500112)
- 2007 - Parlami d'amore (Cinevox, CD SC 74)
- 2018 - Con le mie parole

### Raccolte
- 1987 - I singoli di Marco Armani (Spinnaker)
- 1988 - Le più belle canzoni di Marco Armani (Cinevox)
- 1990 - Raccolta di successi (Cinevox,	CDOR 9142)
- 1999 - I successi (DV More Record CD DV 6395)

### Singoli
- 1982 - Domani/Voglio andar via (Cinevox, SC 1159)
- 1983 - È la vita/Stella (Cinevox, SC 1169)
- 1984 - Solo con l'anima mia/Tutti e tre (Cinevox, SC 1173)
- 1985 - Tu dimmi un cuore ce l'hai/Sa troppo poco di te (Cinevox, SC 1182)
- 1985 - Per i tuoi occhi/Ghiacciai (Cinevox, SC 1186)
- 1985 - Canzone sincera/Le cose che vanno lontano (Cinevox, SC 1189)
- 1986 - Uno sull'altro/Questo dannato footing (Cinevox, SC 1190)
- 1994 - Esser duri (Bubble Record BUS 701)
- 2002 - Bella da paura (BMA)
- 2005 - Nessuna ragione (cantata con Lighea) / Amati (Marco Armani) / Un brivido (Lighea) / Nessuna ragione (Base) (Edel Music NAR 11405 2)

## Partecipazioni a manifestazioni canore

### Festival di Sanremo
- 1983: È la vita - 10º posto
- 1984: Solo con l'anima mia - 2º posto - Sezione Nuove proposte
- 1985: Tu dimmi un cuore ce l'hai - 11º posto - Sezione Big
- 1986: Uno sull'altro  - 11º posto - Sezione Big
- 1994: Esser duri  - 9º posto - Sezione Campioni

### Cantagiro
- 1991: in coppia con Ricky Gianco

## Programmi televisivi
- Techetechete' (Rai 1, 2015) Sigla di chiusura
- Ora o mai più (Rai 1, 2018) Concorrente